# 周又珈
周又珈（1975年12月3日—），台灣女演員。18歲時報考「台視演員訓練班」第21期畢業，曾於中視、臺視、民視、三立電視台、八大電視台、大愛電視台擔任演員。

## 演出作品

### 電視劇
| 頻道       | 劇名                                       | 飾演             | 備註       |
| ---------- | ------------------------------------------ | ---------------- | ---------- |
| 台視       | 《滿面春風》                               | 玉卿             |            |
| 台視       | 《目蓮傳》                                 | 春梅             |            |
| 台視       | 《週日劇場》                               |                  |            |
| 台視       | 《新法中情-雙胞胎之迷》                    | 劉宜娟           |            |
| 台視       | 《新法中情-敗家兩子》                      | 陳秀鳳           |            |
| 台視       | 《蝴蝶密碼-親親寶貝》                      | 林慧君(佳秀)     |            |
| 台視       | 《蝴蝶密碼-都會魔女~禮物女郎》             | 賴家怡＆秀琴     |            |
| 台視       | 《蝴蝶密碼-紅塵傳奇~追夢的人》             | 許淑敏           |            |
| 中視       | 《濟公活佛》                               | 小白兔           |            |
| 中視       | 《大巡按蕃薯官》第十六單元：死人活跳跳     | 陳玉仙           |            |
| 中視       | 《大巡按蕃薯官》第二十四單元：金蠶蠱       | 珠兒             |            |
| 中視       | 《大巡按蕃薯官》第二十七單元：鬼肉粽       | 麗珠             |            |
| 中視       | 《大巡按蕃薯官》第三十二單元：娶鬼做某     | 李玉             |            |
| 中視       | 《大巡按蕃薯官》第五十九單元：胎毛筆       | 丁淑媛           |            |
| 中視       | 《大巡按蕃薯官》第六十六單元：追魂客棧     | 吳碧霞           |            |
| 中視       | 《大巡按蕃薯官》第七十二單元：蕃薯官做皇帝 | 阿菊             |            |
| 中視       | 《大姐當家》                               | 翠玉             |            |
| 中視       | 《月亮上的幸福》                           | 周秀紅           | 2014       |
| 民視       | 《真命天子》                               | 方映紅           | 1998       |
| 民視       | 《一枝草一點露》                           | 許淑娟（林惠敏） | 1999       |
| 民視       | 《長男的媳婦》                             | 林素蘭           | 2000       |
| 民視       | 《親戚不計較》（EP198登場）                | 阿芬             | 2000       |
| 民視       | 《人間走馬燈-公雞拜堂》                    | 美鳳             |            |
| 民視       | 《人間走馬燈-米缸》                        | 吳秀珍           |            |
| 民視       | 《台灣奇案-陰間來的電話》                  | 玉英             |            |
| 民視       | 《台灣奇案-台南金筷跳運河》                | 陳金筷           |            |
| 民視       | 《台灣奇案-諸羅山灣內立筊》                | 劉美玉           |            |
| 民視       | 《台灣奇案-宜蘭二結阿母的歌》              | 劉彩蓮           |            |
| 民視       | 《台灣奇案-屏東阿猴媽傳奇》                | 方如玉           |            |
| 民視       | 《台灣奇案-屏東媽祖救麒麟》                | 方如玉           |            |
| 民視       | 《意難忘》                                 | 博愛醫院秘書     | 2005       |
| 民視       | 《濟公》第十單元：濟公鬥蛇王               | 黄玉桂           | 2008       |
| 八大第一台 | 《第一劇場-玉蓮花》                        | 瑞美＆林玉蓮     | 2003.11.23 |
| 八大第一台 | 《第一劇場-義膽忠魂》                      | 楊秀琴           | 2004.01.11 |
| 八大第一台 | 《第一劇場-世間情》                        | 月玲             | 2004.02.01 |
| 八大第一台 | 《第一劇場-金枝玉葉》                      | 廖玉葉           | 2004.02.22 |
| 八大第一台 | 《第一劇場-姐妹鍊》                        | 秋芸             | 2004.03.21 |
| 八大第一台 | 《第一劇場-絕命崖》                        | 麗娟             | 2004.06.06 |
| 八大第一台 | 《第一劇場-鬼母》                          | 林秀巧           | 2004.07.04 |
| 八大第一台 | 《第一劇場-古井幽魂》                      | 施鳳嬌           | 2004.08.29 |
| 八大第一台 | 《第一劇場-怨靈》                          | 彩雲             | 2004.10.24 |
| 八大第一台 | 《第一劇場-鬼囝娶親》                      | 慧玲             | 2004.11.28 |
| 八大第一台 | 《第一劇場-紅頭繩》                        | 王秋霞           | 2004.12.26 |
| 八大第一台 | 《第一劇場-陰陽鏡》                        | 嚴美雪           | 2005.01.09 |
| 八大第一台 | 《第一劇場-鬼妻救夫》                      | 林春秀           | 2005.02.20 |
| 八大第一台 | 《第一劇場-地獄的哭聲》                    | 廖文卿           | 2005.04.03 |
| 八大第一台 | 《第一劇場-小鬼與財神》                    | 西施(邱美英)     | 2005.04.10 |
| 八大第一台 | 《第一劇場-百年恨》                        | 廖明枝           | 2005.05.15 |
| 八大第一台 | 《第一劇場-鬼影驚魂》                      | 黃玉純           | 2005.05.29 |
| 八大第一台 | 《第一劇場-鬼情鬼愛》                      | 林佳琪           | 2005.08.28 |
| 八大第一台 | 《第一劇場-鬼尪婿》                        | 楊秋香           | 2005.10.23 |
| 八大第一台 | 《第一劇場-陽宅陰鬼》                      | 羅文娟           | 2005.11.13 |
| 八大第一台 | 《第一劇場-玲瓏財抓鬼》                    | 江彩虹           | 2006.09.24 |
| 八大第一台 | 《第一劇場-來去陰間路》                    | 蘇敏珠           | 2006.11.12 |
| 八大第一台 | 《第一劇場-蛇魔女》                        | 陳淨瑤           | 2006.11.26 |
| 八大第一台 | 《第一劇場-鬼嬰》                          | 林秀蓮           | 2007.02.04 |
| 八大第一台 | 《第一劇場-奪魂索》                        | 王怡春           | 2007.03.11 |
| 八大第一台 | 《第一劇場-鬼厝》                          | 蔡寶金           | 2007.04.15 |
| 八大第一台 | 《第一劇場-再生島》                        | 牡丹             | 2007.12.09 |
| 八大第一台 | 《民間劇場-雷電風雨情》                    | 電母             | 2014.07.20 |
| 八大第一台 | 《民間劇場-甜粿奇緣》                      | 蘇美妙           | 2014.08.03 |
| 八大第一台 | 《民間劇場-土豆仁鬥三太子》                | 施小英           | 2014.12.21 |
| 八大第一台 | 《命運交叉路》第三單元：眼見不為憑         | 王惠雯           | 2016.08.20 |
| 大愛電視   | 《大林春暖》                               |                  | 2003       |
| 大愛電視   | 《妙有春風》                               | 美瑜             | 2003       |
| 大愛電視   | 《愛在碧海藍天》                           | 麗紅             | 2004       |
| 大愛電視   | 《生命的陽光》                             |                  | 2007       |
| 大愛電視   | 《戀戀情深》                               | 楊麗華           | 2011       |
| 大愛電視   | 《幸福魔法師》                             | 林清美           | 2014       |
| 三立台灣台 | 《鳥來伯與十三姨》                         |                  | 客串演出   |
| 三立台灣台 | 《戲說台灣-一世姐妹情》                    | 阿蕊             | 2004       |
| 三立台灣台 | 《戲說台灣-翁某樹》                        | 媒婆 阿芬        | 2006       |
| 三立台灣台 | 《戲說台灣-打貓六仙童》                    | 貓妖             | 2006       |
| 三立台灣台 | 《戲說台灣-油炸包公》                      | 林秀芳           | 2009       |
| 三立台灣台 | 《戲說台灣-狗人問天劫》                    | 火龍女 周艷紅    | 2010       |
| 三立台灣台 | 《戲說台灣-傀儡牽姻緣》                    | 吳桃花           | 2015       |
| 三立台灣台 | 《戲說台灣-黑狗精雪奇冤》                  | 邱鳳儀           | 2015       |
| 三立台灣台 | 《戲說台灣-粿好年》                        | 金雙喜           | 2016       |
| 三立台灣台 | 《戲說台灣-葫蘆堵送子觀音》                | 美嬌             | 2016       |
| 湖南衛視   | 《爸爸的眼淚》                             |                  |            |
| 亞洲電視   | 《戲中戲狀元才》                           |                  |            |

### 廣播電台
| 頻道         | 節目     | 主題           | 註記     |
| ------------ | -------- | -------------- | -------- |
| 大愛網路電台 | 藝朵心蓮 | 心開念轉智慧增 | 電台來賓 |
| 大愛網路電台 | 藝朵心蓮 | 演藝生涯不是夢 | 電台來賓 |